# Kaple Panny Marie (Hrubšice)
Kaple Panny Marie je sakrální stavba v Hrubšicích, části města Ivančice v okrese Brno-venkov. Stavba je kulturní památkou České republiky.

## Popis
Kaple je obdélná stavba s apsidou, vpředu se zvonicí zakončenou stanovou střechou. Nad vchodem je zasklený výklenek se soškou svatého Floriána. Na dvou stěnách zvonice se nacházejí sluneční hodiny s letopočtem 1832. Před vchodem do kaple stojí děkovný kříž, věnovaný roku 1869 manželi Kocábovými.

## Historie
Kaple je zasvěcená Panně Marii, postavená byla roku 1822. V roce 1832 na ní byla přistavěna zvonice. Původní zvon byl za první světové války zrekvírován. Po válce byl do zvonice umístěn zvon nový, který slouží do dnešní doby. Kaple patří farnosti Řeznovice, starají se o ni místní občané.